# Призрак дома на холме (фильм, 1963)
«При́зрак до́ма на холме́» (англ. The Haunting) — классический фильм ужасов, снятый в 1963 году по мотивам одноимённого романа Шерли Джексон (1959). Послужил образцом для целого букета фильмов о домах с призраками. Современный ремейк ленты успеха не имел.

## Сюжет
Доктор Джон Марквей, исследователь паранормальных явлений, приглашает нескольких человек с экстрасенсорными возможностями провести несколько дней в огромном и зловещем Доме на Холме (Hill House), где, по слухам, обитают призраки. Его предложение принимают две девушки — Элеонор Лэнс и Теодора, а также Люк Сэндерсон, потенциальный наследник дома. 
Дом на Холме (в который, судя по всему, вселились души его прежних жертв) бросает вызов исследователям — то стуками, то странными звуками, то холодом. Особенно привлекает неведомые силы не уверенная в себе девственница Элеонор, чья история сильно напоминает историю сиделки при последней хозяйке дома. Впервые в жизни выбравшись за пределы дома матери после смерти последней, девушка сама не своя. При этом Теодора испытывает к ней явное влечение, а сама она питает надежду завязать отношения с доктором. 
Нестандартный любовный треугольник разрушает неожиданный приезд жены учёного, Грейс, которая с порога заявляет, что её муж занимается ерундой и она докажет это, переночевав в самой зловещей комнате дома. Ночью остальные обитатели дома слышат жутковатые звуки, доносящиеся из комнаты Грейс. Комната оказывается пустой. 
Элеонор винит в исчезновении Грейс себя, ведь она подсознательно желала смерти соперницы. Следуя зову дома, девушка поднимается вверх по шаткой винтовой лестнице, и доктор, несмотря на риск, следует за нею. Неожиданно в двери люка, ведущей на чердак, Элеонор видит Грейс и приходит к выводу, что дом забрал жену учёного вместо неё. 
Марквей пытается распустить своих спутников по домам, однако Элеонор категорически отказывается покидать здание. Под влиянием уговоров она садится за руль своего автомобиля, но, следуя через парк, видит перед собой на дороге силуэт Грейс и врезается в дерево. К ней подбегают остальные, но Элеонора уже мертва. Появляется жена учёного, которая действительно находилась в парке, хотя не может объяснить, как она туда попала. Как выясняется, именно на этом месте погибла первая жена человека, построившего дом. Теодора замечает, что Элеонора получила то что хотела — осталась в доме. Поняв, что это было вмешательство сверхъестественных сил, над которыми он насмехался раньше, Люк мрачно говорит: "Здесь всё надо сжечь... а землю засыпать солью".

## В ролях
| - Джули Харрис — Элеонор «Нелл» Лэнс - Клер Блум — Теодора «Тео» - Ричард Джонсон — доктор Джон Марквей - Расс Тэмблин — Люк Сэндерсон - Фэй Комптон — миссис Сэндерсон - Розали Кратчли — миссис Дадли - Лоис Максуэлл — Грейс Марквей - Валентайн Дайалл — мистер Дадли - Дайан Клер — Кэрри Фредерикс - Рональд Адам — Элдридж Харпер | - Ховард Лэнг — Хью Крейн - Памела Баккли — первая жена Крейна - Фреда Кнорр — вторая жена Крейна - Эми Дэлби — Эбигейл в возрасте 80 лет - Розмари Доркен — компаньонка Эбигейл - Верина Гринлоу — Дора Фредерикс - Клод Джонс — работник в гараже - Джанет Мэнселл — Эбигейл Крейн в возрасте 6 лет - Пол Масквелл — Бад Фредерикс - Сьюзэн Ричард — сиделка |

## Работа над фильмом
Прочитав роман Шерли Джексон «Призрак дома на холме» (1959), режиссёр Роберт Уайз признался, что книга держала его в таком напряжении, что от неожиданного звонка он подпрыгнул до потолка: "Я подумал, если книга вызывает такую реакцию, то фильм получится просто дьявольским страшным". Он предложил знакомому сценаристу Нельсону Гиддингу («Я хочу жить!») переработать книгу в киносценарий. Гиддингу показалось, что — по примеру нашумевшей ленты «Невинные» — все сверхъестественные происшествия в книге могут быть объяснены психическим расстройством «бездомной» героини, помешанной на идее собственного дома. Лишь разговор с Шерли Джексон убедил его в обратном. Неопределенность и невидимый ужас вполне соответствовали собственному режиссерскому методу Уайза. В интервью программе "100 лет ужаса" режиссер заметил: "Не раз мне задавали следующий вопрос "Мистер Уайз, вы создавали самые жуткие фильмы ужасов, ничего не показывая. Как мне снова и снова это удавалось? Все просто (смеется). Страх перед неведомым".  
Работа над сценарием заняла полгода. Гиддинг оставил за скобками бо́льшую часть мистики, сократил до минимума число действующих лиц и перенёс практически всё действие в «нехороший» дом. В начале фильма планировалось дать сцену эмоционального разрыва Теодоры со своей подругой, которая не оставила бы сомнений в сексуальной ориентации первой. В начале романа о ссоре Теодоры с ее подругой-соседкой упоминается вскользь, без двусмысленностей. 

Согласно условиям истекающего контракта Роберт Уайз должен был снять ещё один фильм для студии MGM, которая согласилась профинансировать «ужастик» только при условии, что его бюджет не превысит $1 млн. В целях экономии на налоговых отчислениях съёмки велись на английской студии MGM. Условием предоставления налоговой льготы было участие в съёмках местных актёров. Руководители студии велели притушевать лесбийский подтекст отношений девушек (хотя в самом романе он не выражен, Элеонор и Теодора относятся по-дружески без сексуальной окраски) и запретили актрисам в кадре касаться друг друга руками. При этом в фильме в отличие от книги Элеонор в момент припадка прямо бросает Теодоре упрек, что она "ошибка природы".  

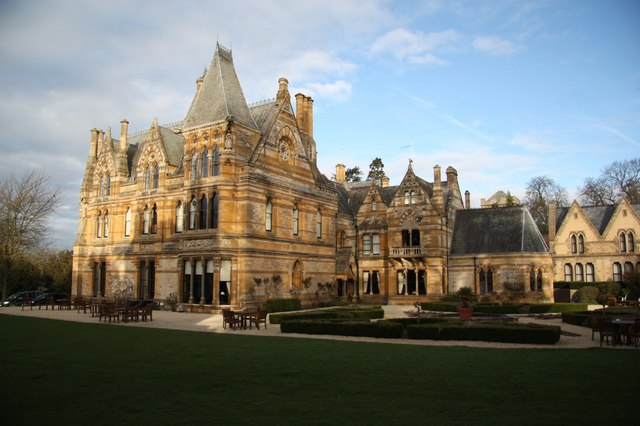
Эттингтон-холл представлен зрителям в экспрессионистском стиле Вэла Льютона (которого Уайз считает своим учителем) — таким образом, чтобы горящие окна особняка напоминали глаза.

В поисках подходящего дома для съёмок Уайз запросил у энтузиастов паранормальных явлений список старинных особняков, где, по слухам, видели призраков. Он остановил свой выбор на Эттингтон-холле, усадьбе викторианской эпохи в графстве Уорикшир. 
Все интерьеры были отсняты в студии. Скрупулёзно, вычурно декорированные и предельно ярко освещённые комнаты были снабжены потолками, что не типично для студийной съёмки и было призвано усилить ощущение клаустрофобии. Неприметно искажает пространство использованный оператором широкоугольный объектив Panavision с фокусным расстоянием 30 мм.
Актриса Джули Харрис давно интересовалась парапсихологией и без колебаний согласилась исполнить роль Элеонор. Во время съёмок фильма она находилась в депрессивном состоянии и плохо ладила с коллегами, которых винила в недостаточно серьёзном отношении к проекту. Позднее стало ясно, что взвинченное эмоциональное состояние актрисы придаёт дополнительную убедительность образу Элеонор.

## Оценки и влияние
«Призрак дома на холме» часто включают в списки наиболее жутких фильмов в истории. Среди его поклонников — Мартин Скорсезе, Стивен Спилберг, Стивен Кинг. Лента номинировалась на премию «Золотой глобус» за лучшую режиссуру. 
В 1990 г. телемагнат Тед Тёрнер для привлечения молодёжной аудитории задумал раскрасить чёрно-белые фильмы классического Голливуда. Узнав, что «Призрак дома» входит в план по колоризации, Роберт Уайз со ссылкой на условия своего контракта смог заблокировать колоризацию ленты.
В начале 1990-х Стивен Кинг принялся работать над ремейком «Призрака дома на холме». Переговоры о продюсировании фильма со Спилбергом зашли в тупик, и проект был отложен до начала 2000-х гг., когда он принял форму телесериала «Особняк «Красная роза»» с совершенно другим сюжетом. Киноремейк 1999 года был осмеян критиками и не имел успеха у публики.